# GLUT-6
GLUT-6 (Glucosetransporter Typ 6) (Gen: SLC2A6 oder GLUT6) ist ein Glucosetransporter, der beim Menschen auf Chromosom 9 codiert wird. Die GLUT6-mRNA wird überwiegend im Gehirn, in der Milz, in den Leukozyten im peripheren Blut sowie in den Urkeimzellen der Hoden exprimiert.

## Geschichte
GLUT6 wurde früher als GLUT9 bezeichnet. Außerdem wurde ehemals die Bezeichnung „GLUT6“ für ein Pseudogen verwendet, der sich von GLUT3 ableitet und heutzutage als SLC2A3P1 bezeichnet wird. Das menschliche GLUT6-Gen wurde aus Leukozyten mithilfe der PCR- und RACE-PCR-Amplifikation anhand von Sequenzinformationen aus Expressed Sequence Tags der Maus und einer menschlichen Genomsequenz kloniert.

## Struktur

### Gen
Das SLC2A6-Gen befindet sich beim Menschen auf Chromosom 9q34. Es beinhaltet zehn Exons und umfasst 8 kb.

### Protein
GLUT-6 besteht aus 507 Aminosäureresten. Die cDNA des menschlichen GLUT6 exprimiert ein 46 kDa schweres Membranprotein. GLUT-6 besitzt ein N-terminales Dileucin-Motiv, was als Internalisierungssignal dient. GLUT-6 befindet sich nur an der Zellmembran, wenn das N-terminale Dileucin-Motiv zu Alanin mutiert oder die Clathrin-vermittelte Endozytose durch Überexpression eines dominant-negativen Dynamin-Mutants blockiert wird.

## Funktion
Der Transport von Hexosen konnte nur durch Rekonstitution in Liposomen bei einer Glucosekonzentration von 5 mM, aber nicht bei 1 mM festgestellt werden. Außerdem weist GLUT-6 eine schwache Bindungsaffinität zu Cytochalasin B auf.